# Huso horario de Corea
La zona horaria de Corea (hangul/Chosongul: 조선 표준시/한국 표준시; hanja: 朝鮮標準時/韓國標準時) también conocido y abreviado como KST (acrónimo de «Korea Standard Time» en inglés), corresponde es la zona horaria estándar de los países de la península coreana, la República de Corea y la República Democrática Popular de Corea. Está adelantada 9 horas respecto a UTC (UTC+09).
El huso horario estándar de Corea es igual que el huso horario estándar de Japón, el huso horario del este de Indonesia y el huso horario de Yakutia en Rusia. 

## Historia

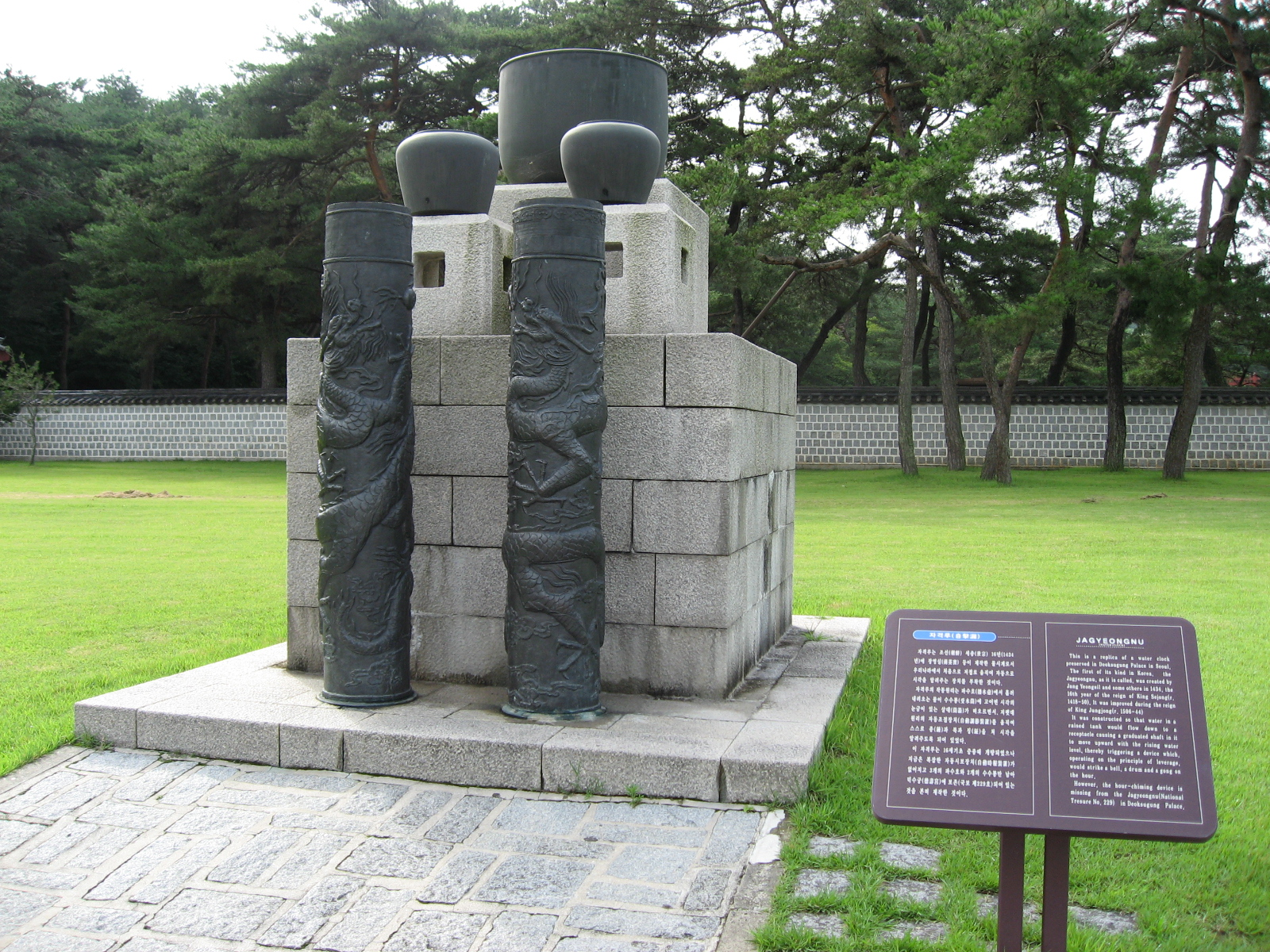
Modelo de un antiguo reloj de agua de la época de la Dinastía Joseon.

El 2 de noviembre (2 de octubre en Calendario lunar) de 1434 el Rey Sejong determinó que un reloj de agua de la época marcaría la hora oficial. En 1908 el Imperio de Corea fijó la hora oficial en 8,5 horas por sobre UTC (UTC+08:30). El 1 de enero de 1912, durante la ocupación japonesa de Corea, se determinó correr el huso horario treinta minutos más, para adaptarse a la hora de Japón (UTC+09:00).
Luego de la división definitiva de la península coreana en Corea del Norte y Corea del Sur, en 1948, ambos países continuaron usando el mismo horario que Japón. Entre 1948 y 1951 Corea del Sur adoptó por primera vez el horario de verano, con lo que estacionalmente hubo una hora de diferencia entre el sur y el norte.
Sin embargo, en 1954 el gobierno del presidente surcoreano Syngman Rhee volvió a establecer como hora oficial las UTC+08:30, quedando el norte y el sur con una diferencia de treinta minutos. Ello volvió a cambiar en 1961, durante el régimen militar de Park Chung-hee, cuando se regresó una vez más al UTC+09:00. El horario de verano se volvió a implementar entre 1955 y 1960 y luego durante 1987 hasta 1988. En esta última ocasión la medida favoreció a los televidentes de la costa este de los Estados Unidos para sintonizar los Juegos Olímpicos de Seúl 1988. Posteriormente a la cita olímpica se abolió este sistema, y no ha sido implementado nuevamente.
A mediados de 2015, Corea del Norte anunció que dejaría de utilizar la zona horaria de Corea, para dar lugar a un nuevo huso horario denominado «Hora de Pionyang», atrasando media hora el reloj (UTC+8:30). Esta medida fue aprobada por la Asamblea Suprema del Pueblo y comenzó a regir el 15 de agosto de 2015, en el 70.º aniversario del fin de la Ocupación japonesa de Corea. Durante la Cumbre intercoreana de 2018, Kim Jong-un decidió que Corea del Norte regresaría a la zona horaria de Corea, ya que había sido «desgarrador» ver los relojes de ambos países con horarios diferentes, lo cual se llevó a cabo el 5 de mayo de ese año.